# RT-20
Das RT-20 (Abkürzung für kroatisch Ručni Top 20 mm = „Handkanone 20 mm“) ist ein Anti-Materiel Rifle der kroatischen Armee. Es wurde während des Kroatienkrieges von dem kroatischen Staatsunternehmen RH Alan (jetzt Agencija Alan) für die Zerstörung der Wärmebildgeräte gegnerischer Kampfpanzer der Typen M-84 und T-72 entwickelt und wird seit 1993 eingesetzt.

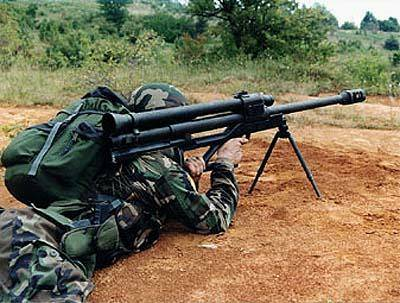
Ein RT-20 im Einsatz (2009).

Das RT-20 ein sehr einfach aufgebautes Einzelladergewehr, das stark an ein Bullpupgewehr erinnert. Es verwendet 20×110-mm-Hispano-Munition, die beim Abfeuern einen immensen Rückstoß erzeugt. Daher wurde über dem Lauf ein weiteres Rohr montiert, das die nach dem Abschuss erzeugten Gase nach hinten entweichen lässt und die Funktion eines Rückstoßminderers erfüllt. Dadurch ist es im Vergleich zu anderen Gewehren gleicher Klasse sehr groß und wegen des rückwärtigen Gasausstoßes muss der Scharfschütze beim Einsatz auf die Platzierung der Waffe achten.

## Quelle
- Agencija Alan: Anti Material Sniper Rifle Type RT-20, cal.20x110mm. Abgerufen am 1. Februar 2019 (Website des Herstellers).